# Anitta

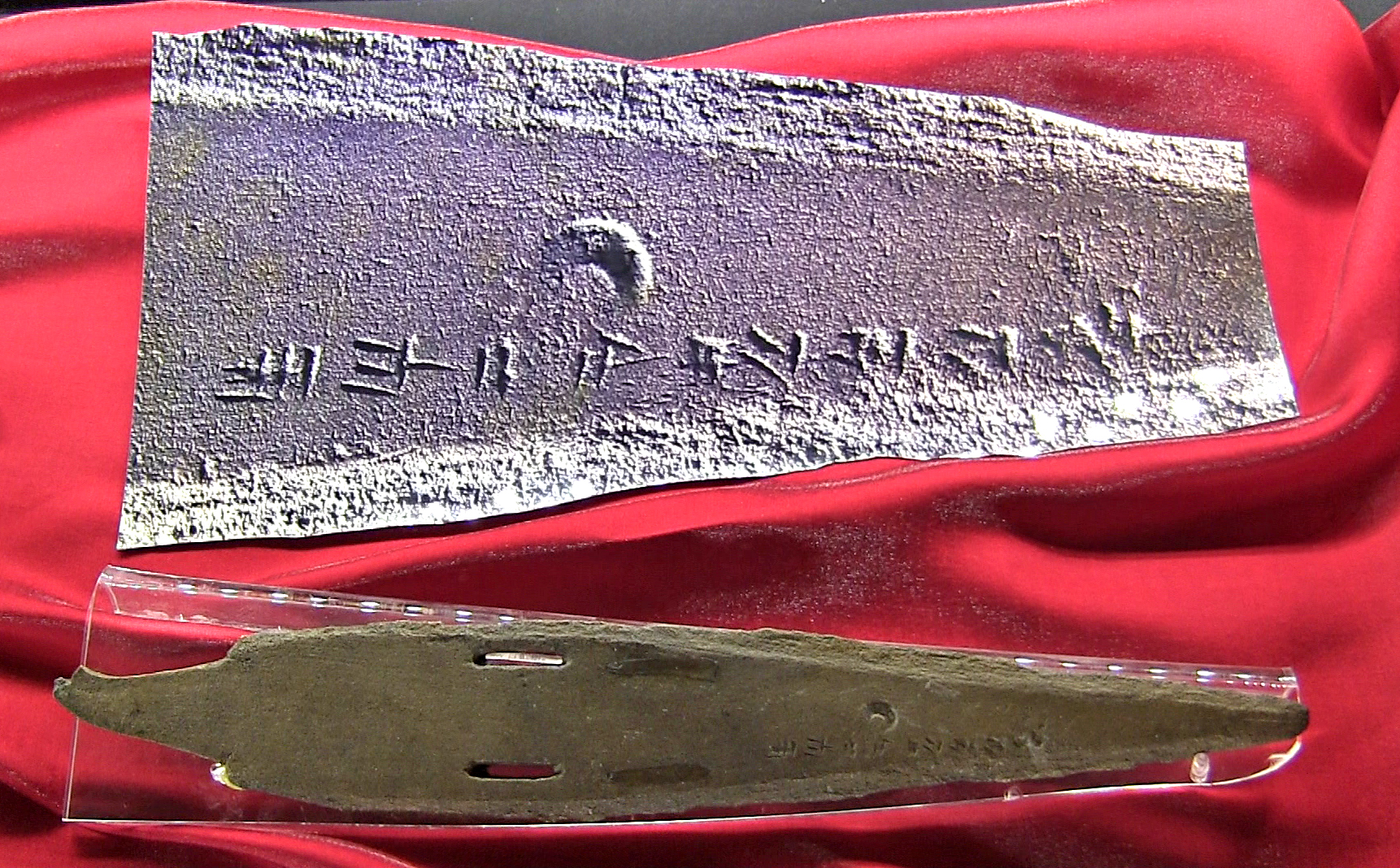
Bronzedolch von Anitta mit Vergrößerung der Keilschrift, Museum für anatolische Zivilisationen, Ankara

Anitta war ein frühanatolischer Herrscher von Kaniš-Neša um 1730 v. Chr. (mittlere Chronologie), der teilweise als erster hethitischer Großkönig betrachtet wird.

## Zeugnisse
Als wichtigstes Zeugnis gilt der sogenannte Anitta-Text (CTH 1) aus dem 16. Jh. v. Chr., der in althethitischer Sprache abgefasst wurde und einer der frühesten hethitischen Geschichtstexte überhaupt ist. Eine jüngere Kopie stammt aus dem 14. Jh. v. Chr. Hinzu kommen drei Bruchstücke einer Kopie aus dem 13. Jh. v. Chr.
Von Bedeutung ist auch ein Dolch, der in einem Palast in der Oberstadt von Kaniš-Neša gefunden wurde. Seine Inschrift, »Palast von König Anita« (É.GAL A-ni-ta ru-ba-im), weist den Palast und die bronzene Waffe als Besitz des Herrschers aus, wodurch bestätigt wird, dass Anitta tatsächlich König dieser Stadt war.
Urkunden aus den altassyrischen Handelskolonien (kārum) in Kültepe (Kaniš) und Alişar Höyük nennen ebenfalls den König Anitta, zudem dessen rabi simmiltim (oberste Beamte des hethitischen Hofes, wörtlich „Oberhaupt der Leiter“) Peruwa Kammaliya. Sein Vorgänger war nach Ausweis dieser Urkunden König Pitḫana, als dessen rabi simmiltim wiederum Anitta angegeben wird.

## Leben

Zentralanatolien während Anittas Zeit

Anitta war der Sohn von König Pitḫana von Kuššara, einem regionalen Herrscher in Anatolien. Pitḫana hatte die Stadt Neša erobert, die damals die wichtigste anatolische Handelsstadt war. Nachdem Anitta von seinem Vater die Herrschaft über Neša übernommen hatte, unternahm er mehrere siegreiche Eroberungszüge. Zuerst zog er gegen Zalpa, dessen König Uḫna vorzeiten das Götterbild der Gottheit von Kaniš verschleppt hatte, die Anitta selbst šiuš-šummiš »unsere Gottheit« nannte. Anitta besiegte König Ḫuzziya von Zalpa und führte das Götterbild nach Kaniš zurück. Er besiegte auch König Piyušti von Ḫatti und belagerte Ḫattuša, das er dem Erdboden gleichmachte und Unkraut darüber säte. Die Stadtgöttin Ḫalmašuit führte er nach Neša, wo er ihr einen Tempel stiftete. Die Zerstörung von Ḫattuša kann aus archäologischen Gründen um das Jahr 1728 v. Chr. datiert werden. Ḫattuša wurde offensichtlich bald wieder besiedelt, trotz des Fluches, den Anitta aussprach: „In der Nacht nahm ich die Stadt mit Gewalt, an ihrer Stelle säte ich Unkraut. Wer nach mir König wird und Ḫattuša wieder besiedelt, den soll der Wettergott des Himmels treffen.“
Danach befestigte er seine Hauptstadt Neša, erbaute mehrere Tempel und richtete einen Zoo ein. Dann zog er mit 1400 Kriegern und 40 Streitwagen gegen Šalatiwara, das westlich des oberen Sakarya lokalisiert werden kann. Nach der Unterwerfung dieses Königreiches kam ihm der König von Purušḫanda entgegen, der ihm als Geschenke ein eisernes Szepter und einen eisernen Thron gab. Diese Geste wird teilweise als Unterwerfung des Königs von Purušḫanda unter Anitta gedeutet, diskutiert wird aber auch, dass er mit diesen Geschenken Anitta als seinesgleichen anerkannte. Dieses Ereignis dürfte dazu geführt haben, dass Anitta als erster König von Kaniš den Titel „Großkönig“ annahm.
Die altassyrischen Urkunden nennen zusammen mit Anitta noch Peruwa Kammaliya als seinen rabi simmiltim, womit dieser vermutlich als Sohn und Kronprinz Anittas betrachtet werden kann. Offenbar folgte aber dem Anitta nicht Peruwa, sondern Zuzzu als Großkönig von Kaniš. Da dieser auch König von Alaḫzina genannt wird, ist es möglich, dass er Kaniš eroberte und Anitta oder dessen Sohn besiegte.

## Verhältnis zu den Hethitern
Anitta wird häufig als erster hethitischer Großkönig betrachtet. Dabei ist zu beachten, dass er in Kaniš-Neša residierte und nicht – wie die späteren hethitischen Großkönige – in Ḫattuša, das er völlig zerstört hatte. Bemerkenswert ist, dass Ḫattušili I., der die Königsresidenz nach Ḫattuša verlegte, sich „Mann aus Kuššara“ nannte, also der Stadt, wo Anittas Vater Pitḫana herrschte, weshalb angenommen wird, dass diese zu seinen Vorfahren gehören. Auch dass die Taten von Anitta im 16. Jahrhundert, wohl noch zur Zeit von Ḫattušili I., niedergeschrieben wurden, unterstützt die Annahme einer „Kuššara-Dynastie“.
Da die Hethiter ihre Sprache selbst nešili, nešumnili u. ä. nannten, wird angenommen, dass Neša zum ursprünglichen Gebiet der Hethiter gehörte.
Der Name Anitta kann etymologisch nicht erklärt werden, der Name seines Vaters Pitḫana gehört einer vorindogermanischen Sprachschicht an, da die Lautgruppe /tḫ/ im hethitischen Erbwortschatz nicht vorkommt.